# Leichtathletik-Weltmeisterschaften 2011/Weitsprung der Frauen
Der Weitsprung der Frauen bei den Leichtathletik-Weltmeisterschaften 2011 wurde am 27. und 28. August 2011 im Daegu-Stadion der südkoreanischen Stadt Daegu ausgetragen.
Weltmeisterin wurde die US-amerikanische Titelverteidigerin Brittney Reese. Sie gewann vor der amtierenden Europameisterin Ineta Radēviča aus Lettland. Bronze ging an die Belarussin Nastassja Mirontschyk-Iwanowa.

## Bestehende Rekorde
| Weltrekord | 7,52 m | Galina Tschistjakowa | Leningrad (heute St. Petersburg), Sowjetunion (heute Russland) | 11. Juni 1988     |
| WM-Rekord  | 7,36 m | Jackie Joyner-Kersee | WM 1987 in Rom, Italien                                        | 4. September 1987 |

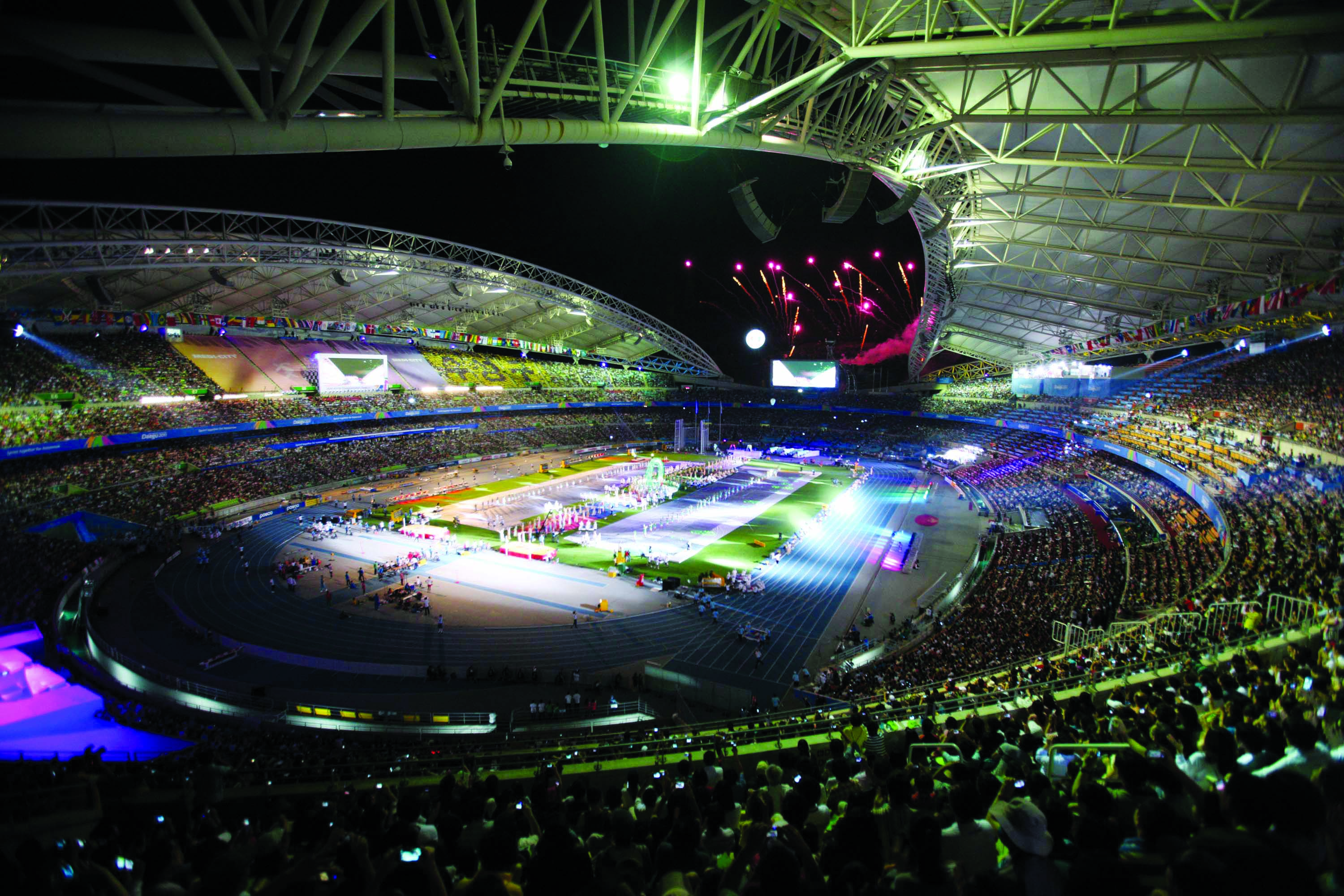
Das Daegu-Stadion im Jahr 2010

Der bestehende WM-Rekord wurde bei diesen Weltmeisterschaften nicht eingestellt und nicht verbessert.

## Doping
Die zunächst zweitplatzierte Russin Olga Kutscherenko wurde wegen Verstoßes gegen die Antidopingbestimmungen für zwei Jahre gesperrt. Die bei diesen Weltmeisterschaften zunächst errungene Silbermedaille musste sie zurückgeben.
Dadurch kam es zu Benachteiligungen für eine Athletin im Medaillenbereich, eine weitere Wettbewerberin im Finale und eine Teilnehmerin in der Qualifikation. Auf der Grundlage der erzielten Resultate waren dies im Einzelnen:
- Nastassja Mirontschyk-Iwanowa, Belarus – Sie erhielt ihre Bronzemedaille erst nach langer Zeit und konnte nicht an der Siegerehrung teilnehmen.
- Mayookha Johny, Indien – Ihr hätten als nach dem Vorkampf des Finales achtplatzierten Weitspringerin drei weitere Versuche zugestanden.
- Olga Saizewa, Russland – Ihr blieb mit ihren 6,50 m in Qualifikationsgruppe A als Zwölftplatzierte in der Gesamtwertung beider Gruppen die Finalteilnahme verwehrt.

## Windbedingungen
In den folgenden Ergebnisübersichten sind die Windbedingungen zu den einzelnen Sprüngen benannt. Der erlaubte Grenzwert liegt bei zwei Metern pro Sekunde. Bei stärkerer Windunterstützung wird die Weite für den Wettkampf gewertet, findet jedoch keinen Eingang in Rekord- und Bestenlisten.
Bei diesen Weltmeisterschaften hielt sich der Wind in Grenzen zwischen 0,7 m/s Rücken- und 0,5 m/s Gegenwind. Das heißt, dass alle gültigen Sprünge auch bestenlistenreif waren.

## Legende
Kurze Übersicht zur Bedeutung der Symbolik – so üblicherweise auch in sonstigen Veröffentlichungen verwendet:
| –   | verzichtet                                  |
| x   | ungültig                                    |
| NWI | keine Windinformation (No Wind Information) |

## Qualifikation
27. August 2011, 21:15 Uhr
35 Teilnehmerinnen traten in zwei Gruppen zur Qualifikationsrunde an. Die Qualifikationsweite für den direkten Finaleinzug betrug 6,75 m. Fünf Athletinnen übertrafen diese Marke (hellblau unterlegt). Das Finalfeld wurde mit den sieben nächstplatzierten Sportlerinnen auf zwölf Springerinnen aufgefüllt (hellgrün unterlegt). So mussten schließlich 6,51 m für die Finalteilnahme erbracht werden.

### Gruppe A
| Platz | Name                | Nation       | Resultat (m) | 1. Versuch (m) Wind (m/s) | 2. Versuch (m) Wind (m/s) | 3. Versuch (m) Wind (m/s) | Anmerkung                 |
| 1     | Brittney Reese      | USA          | 6,79         | 6,41 / −0,4               | x                         | 6,79 / −0,3               |                           |
| 2     | Naide Gomes         | Portugal     | 6,76         | 6,76 / +0,2               | –                         | –                         |                           |
| 3     | Carolina Klüft      | Schweden     | 6,60         | 6,60 / +0,5               | 6,37 / +0,01              | x                         |                           |
| 4     | Janay DeLoach       | USA          | 6,51         | x                         | 6,40 / +0,2               | 6,51 / −0,1               |                           |
| 5     | Bianca Kappler      | Deutschland  | 6,48         | 6,48 / +0,3               | 6,48 / +0,5               | 6,32 / +0,2               |                           |
| 6     | Wiktorija Rybalko   | Ukraine      | 6,45         | 6,45 / +0,2               | x                         | 6,40 / +0,7               |                           |
| 7     | Weranika Schutkowa  | Belarus      | 6,45         | 6,45 / +0,1               | x                         | 6,29 / +0,5               |                           |
| 8     | Bianca Stuart       | Bahamas      | 6,44         | x                         | 3,96 / +0,2               | 6,44 / +0,6               |                           |
| 9     | Marestella Torres   | Philippinen  | 6,31         | 6,31 / +0,4               | 6,19 / +0,5               | 6,22 / −0,4               |                           |
| 10    | Teresa Dobija       | Polen        | 6,30         | x                         | x                         | 6,30 / −0,2               |                           |
| 11    | Lauma Griva         | Lettland     | 6,27         | 6,27 / +0,2               | 6,16 / +0,3               | 6,10 / +0,4               |                           |
| 12    | Keila Costa         | Brasilien    | 6,26         | 6,09 / +0,6               | 6,07 / ±0,0               | 6,26 / −0,3               |                           |
| 13    | Yuliya Tarasova     | Usbekistan   | 6,26         | x                         | 6,26 / +0,4               | x                         |                           |
| 14    | Jovanee Jarrett     | Jamaika      | 6,19         | 6,19 / +0,3               | x                         | 5,75 / −0,3               |                           |
| 15    | Ola Sesay           | Sierra Leone | 5,94         | 5,64 / +0,2               | 5,94 / +0,3               | 5,43 / −0,2               |                           |
| 16    | Inas Mohamed Gherib | Ägypten      | 5,48         | 5,35 / +0,4               | 5,48 / +0,2               | 5,44 / NWI                |                           |
| DOP   | Olga Kutscherenko   | Russland     | 6,67         | 6,37 / +0,2               | 6,67 / +0,3               | x                         | für das Finale zugelassen |
| DNS   | Ivana Španović      | Serbien      |              |                           |                           |                           |                           |

In Qualifikationsgruppe A ausgeschiedene Weitspringerinnen:

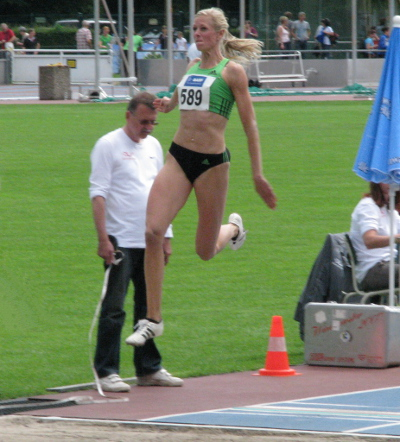
Bianca Kappler Rang fünf mit 6,48 m
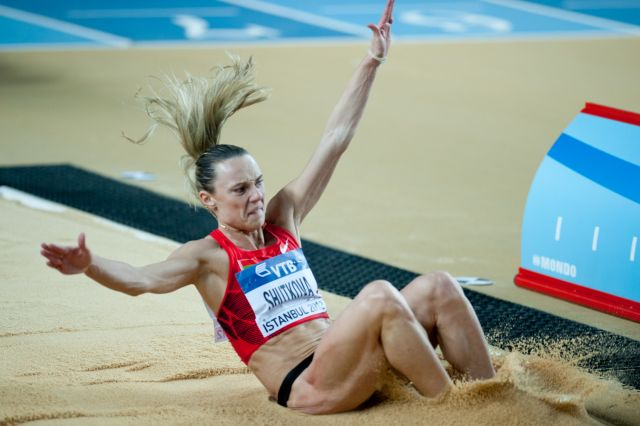
Weranika Schutkowa Rang sieben mit 6,45 m
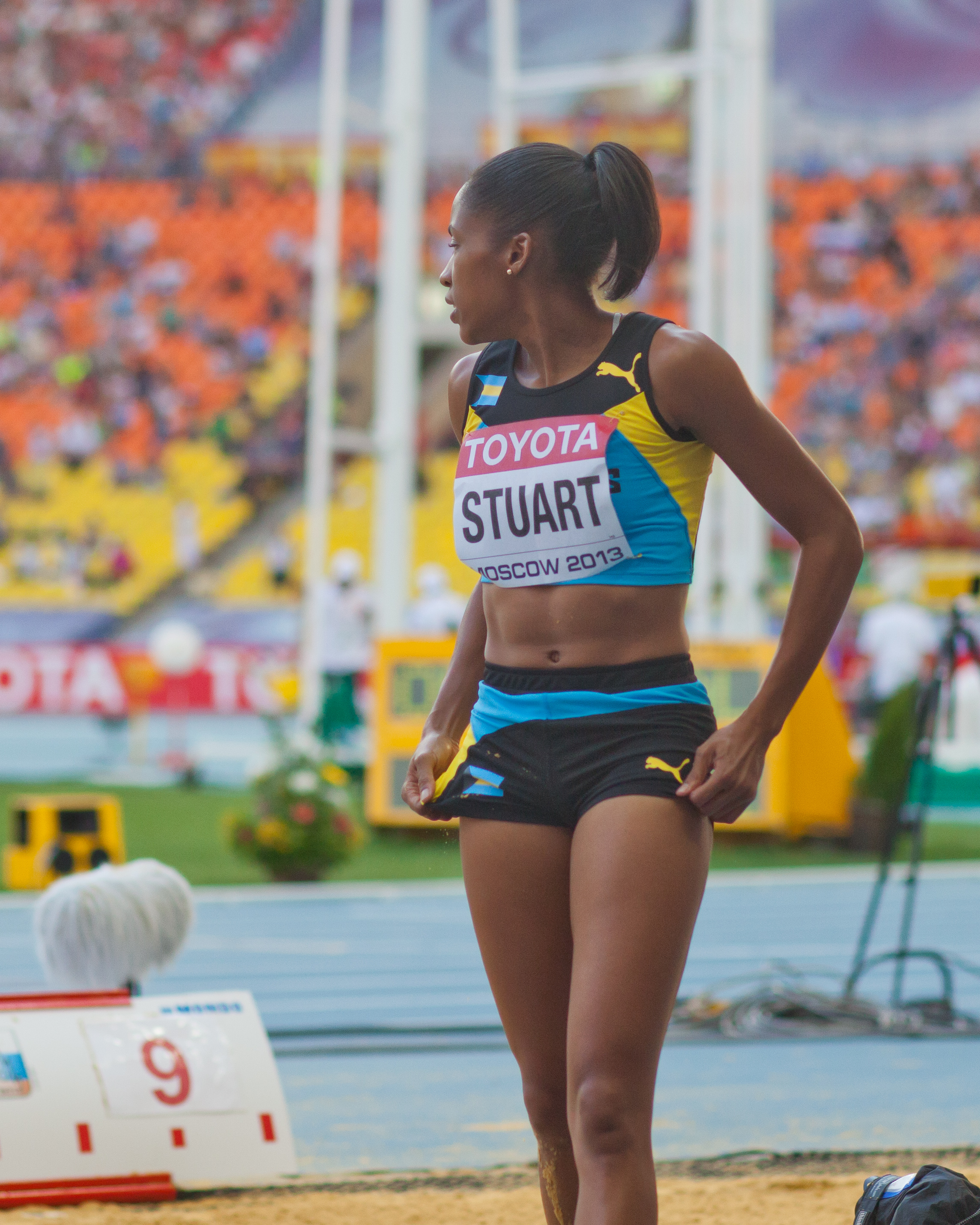
Bianca Stuart Rang acht mit 6,44 m
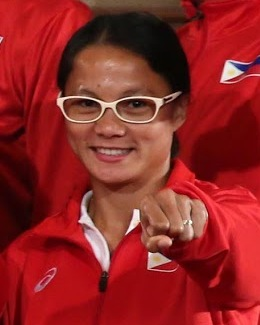
Marestella Torres Rang neun mit 6,31 m
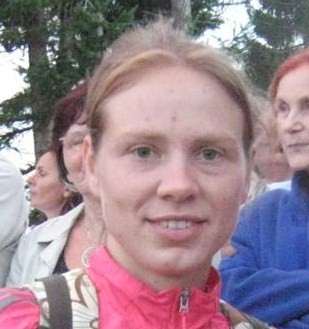
Teresa Dobija Rang zehn mit 6,30 m
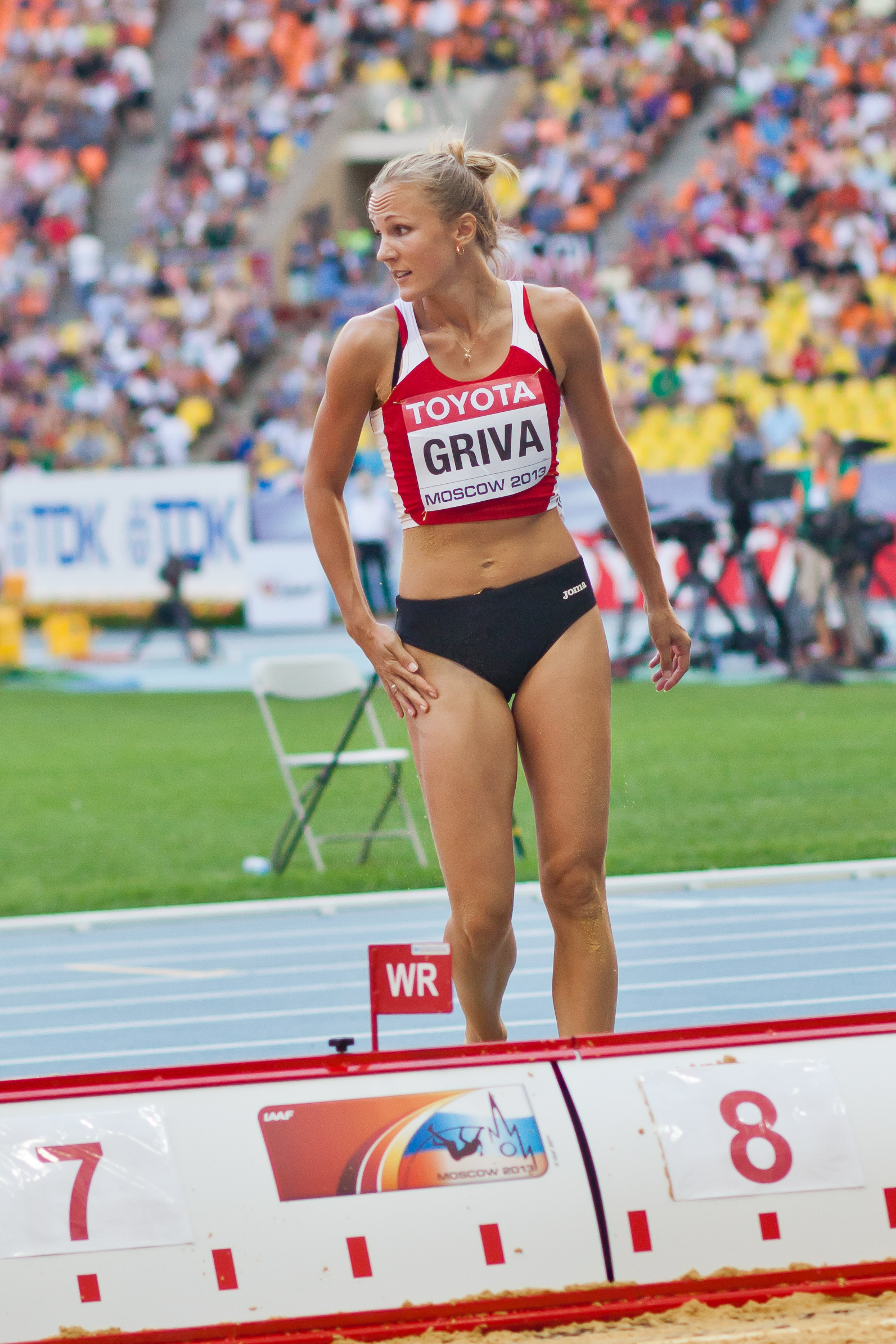
Lauma Griva Rang elf mit 6,27 m
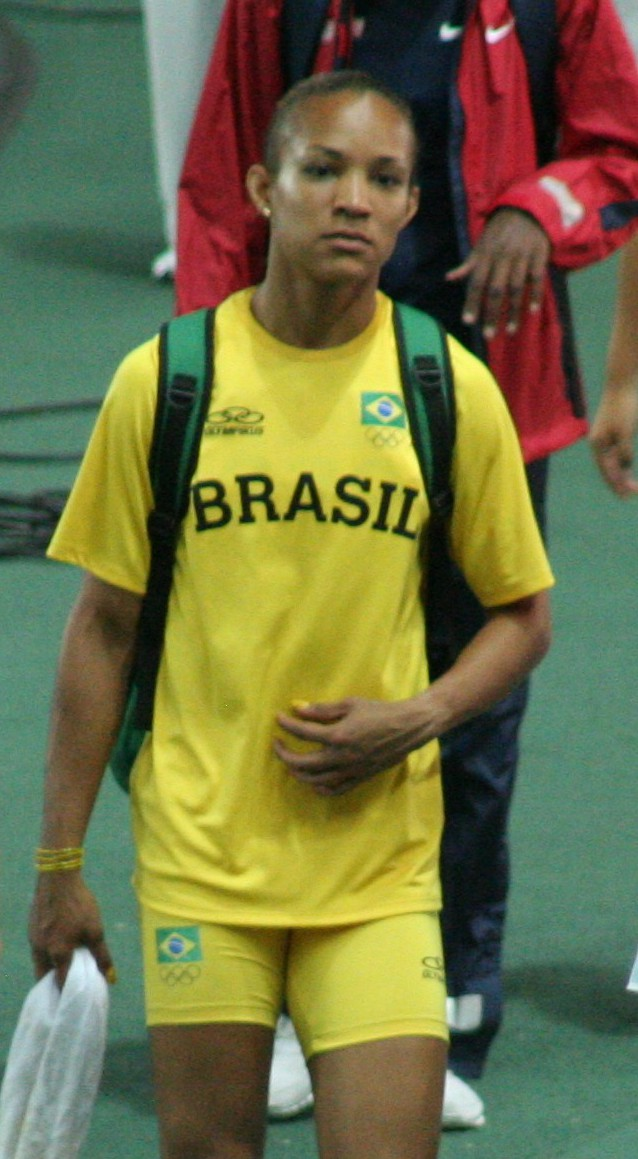
Keila Costa Rang zwölf mit 6,26 m
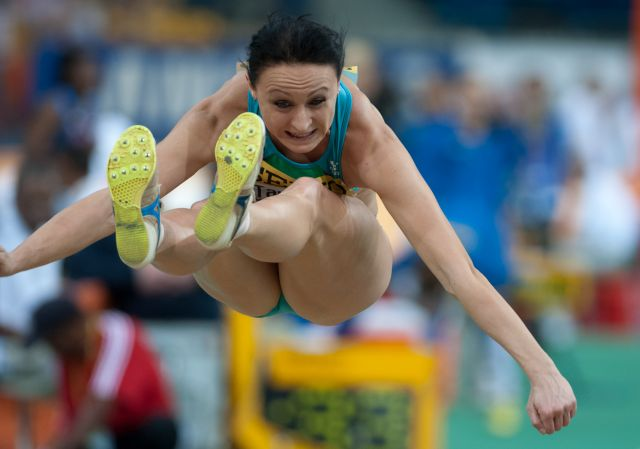
Yuliya Tarasova Rang dreizehn mit 6,26 m

### Gruppe B
| Platz | Name                          | Nation                   | Resultat (m) | 1. Versuch (m) Wind (m/s) | 2. Versuch (m) Wind (m/s) | 3. Versuch (m) Wind (m/s) | Anmerkung                              |
| 1     | Maurren Higa Maggi            | Brasilien                | 6,86         | 6,55 / −0,1               | 6,86 / −0,1               | –                         |                                        |
| 2     | Nastassja Mirontschyk-Iwanowa | Belarus                  | 6,80         | 6,80 / +0,3               | –                         | –                         |                                        |
| 3     | Darja Klischina               | Russland                 | 6,77         | 6,77 / ±0,0               | –                         | –                         |                                        |
| 4     | Funmi Jimoh                   | USA                      | 6,68         | 6,68 / −0,4               | x                         | 6,26 / −0,4               |                                        |
| 5     | Ineta Radēviča                | Lettland                 | 6,59         | x                         | 6,59 / +0,4               | x                         |                                        |
| 6     | Mayookha Johny                | Indien                   | 6,53         | 6,52 / ±0,0               | x                         | 6,53 / −0,4               |                                        |
| 7     | Karin Melis Mey               | Türkei                   | 6,52         | x                         | x                         | 6,52 / −0,2               |                                        |
| 8     | Olga Saizewa                  | Russland                 | 6,50         | 6,50 / +0,1               | x                         | x                         | eigentlich für das Finale qualifiziert |
| 9     | Blessing Okagbare             | Nigeria                  | 6,36         | x                         | 6,36 / +0,3               | 6,27 / −0,4               |                                        |
| 10    | Irene Pusterla                | Schweiz                  | 6,34         | 6,34 / +0,5               | 6,22 / −0,5               | 6,21 / −0,5               |                                        |
| 11    | Shara Proctor                 | USA                      | 6,34         | x                         | x                         | 6,34 / −0,4               |                                        |
| 12    | Éloyse Lesueur                | Frankreich               | 6,22         | x                         | x                         | 6,22 / +0,4               |                                        |
| 13    | Nina Kolarič                  | Slowenien                | 6,19         | x                         | 6,19 / −0,3               | 6,15 / −0,4               |                                        |
| 14    | Jung Soon-ok                  | Südkorea                 | 6,18         | x                         | x                         | 6,19 / −0,4               |                                        |
| 15    | Chantel Malone                | Britische Jungferninseln | 6,12         | 5,96 / ±0,0               | 6,12 / −0,4               | x                         |                                        |
| 16    | Sostene Moguenara             | Deutschland              | 6,02         | x                         | x                         | 6,02 / −0,8               |                                        |
| 17    | Tori Polk                     | USA                      | 5,66         | x                         | 5,66 / −0,3               | x                         |                                        |
| NM    | Concepción Montaner           | Spanien                  | ogV          | x                         | x                         | x                         |                                        |

In Qualifikationsgruppe B ausgeschiedene Weitspringerinnen:

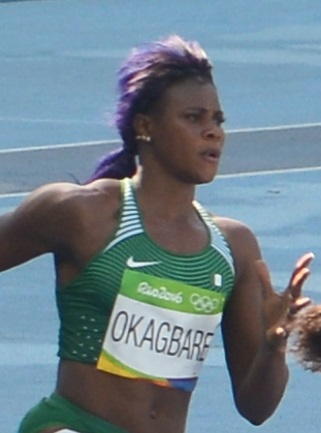
Blessing Okagbare (hier als Sprinterin) – Rang neun mit 6,36 m
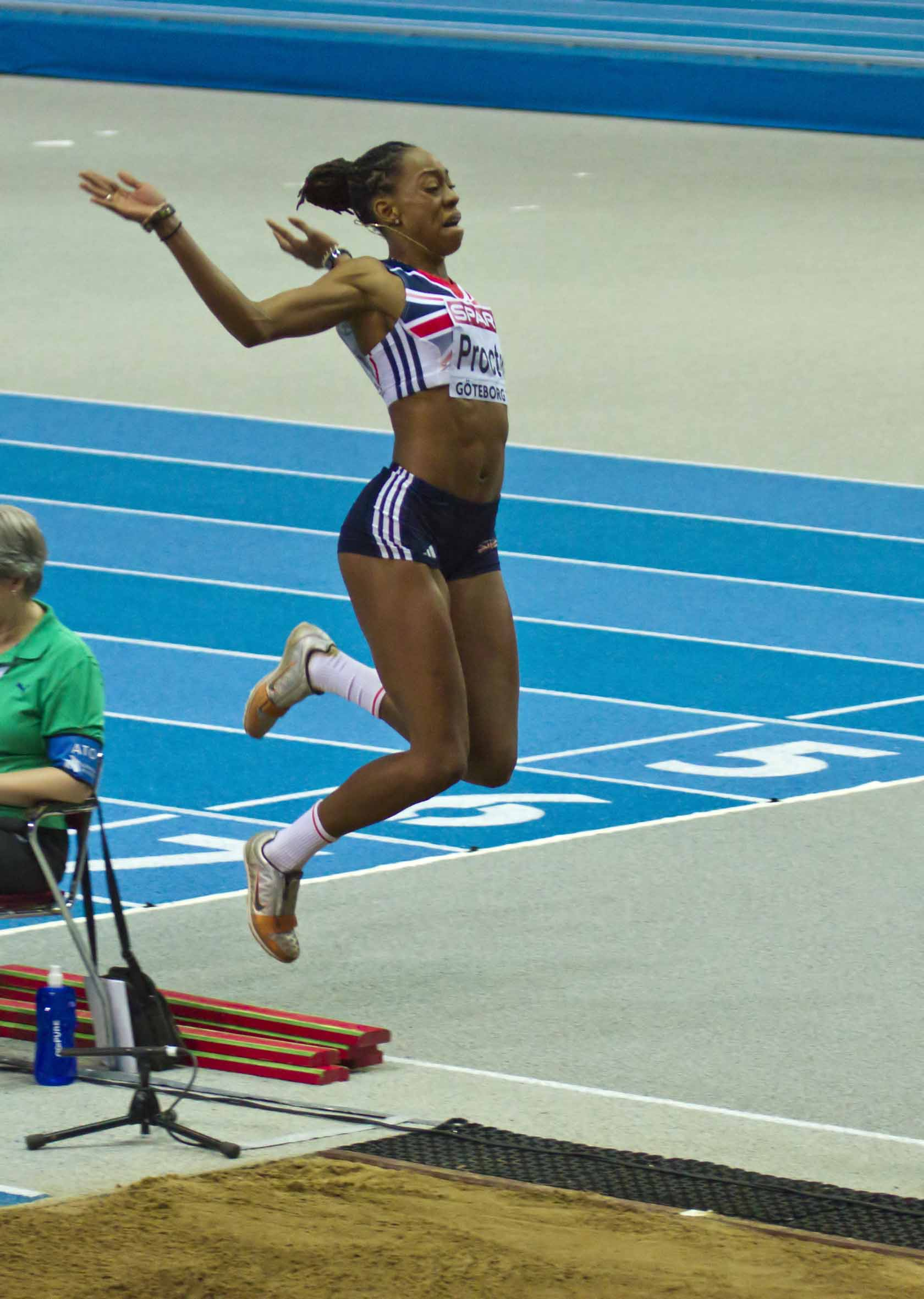
Shara Proctor Rang elf mit 6,34 m
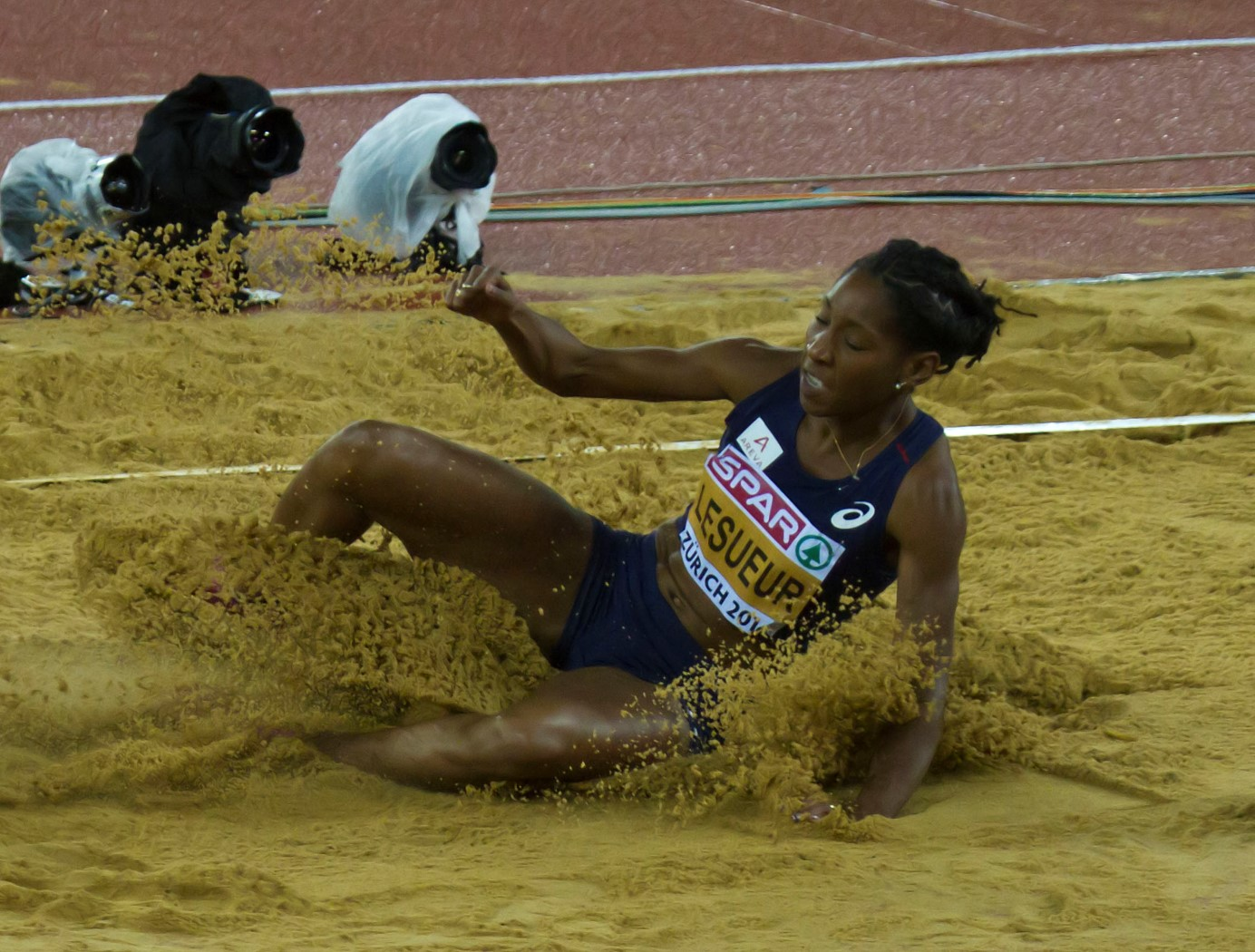
Éloyse Lesueur Rang zwölf mit 6,22 m
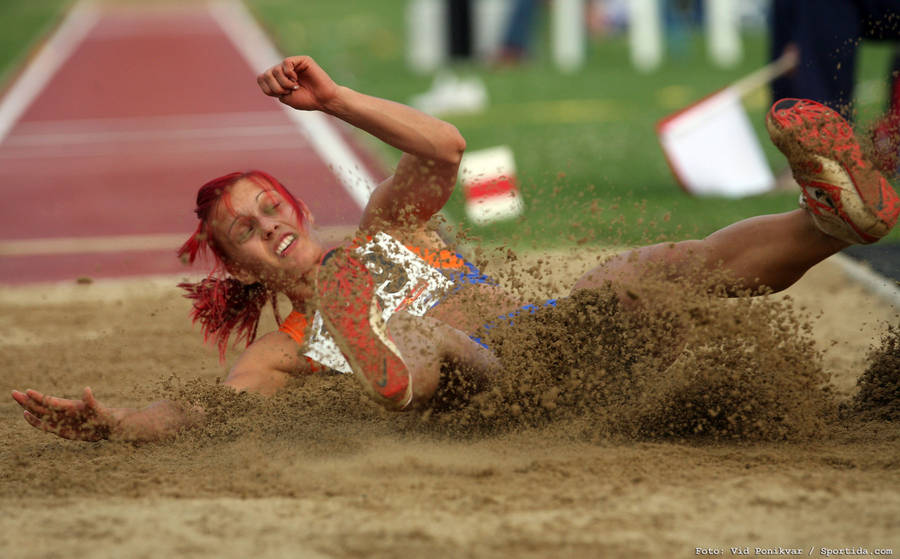
Nina Kolarič Rang dreizehn mit 6,19 m
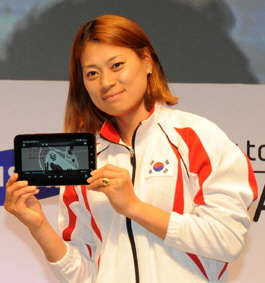
Jung Soon-ok Rang vierzehn mit 6,18 m
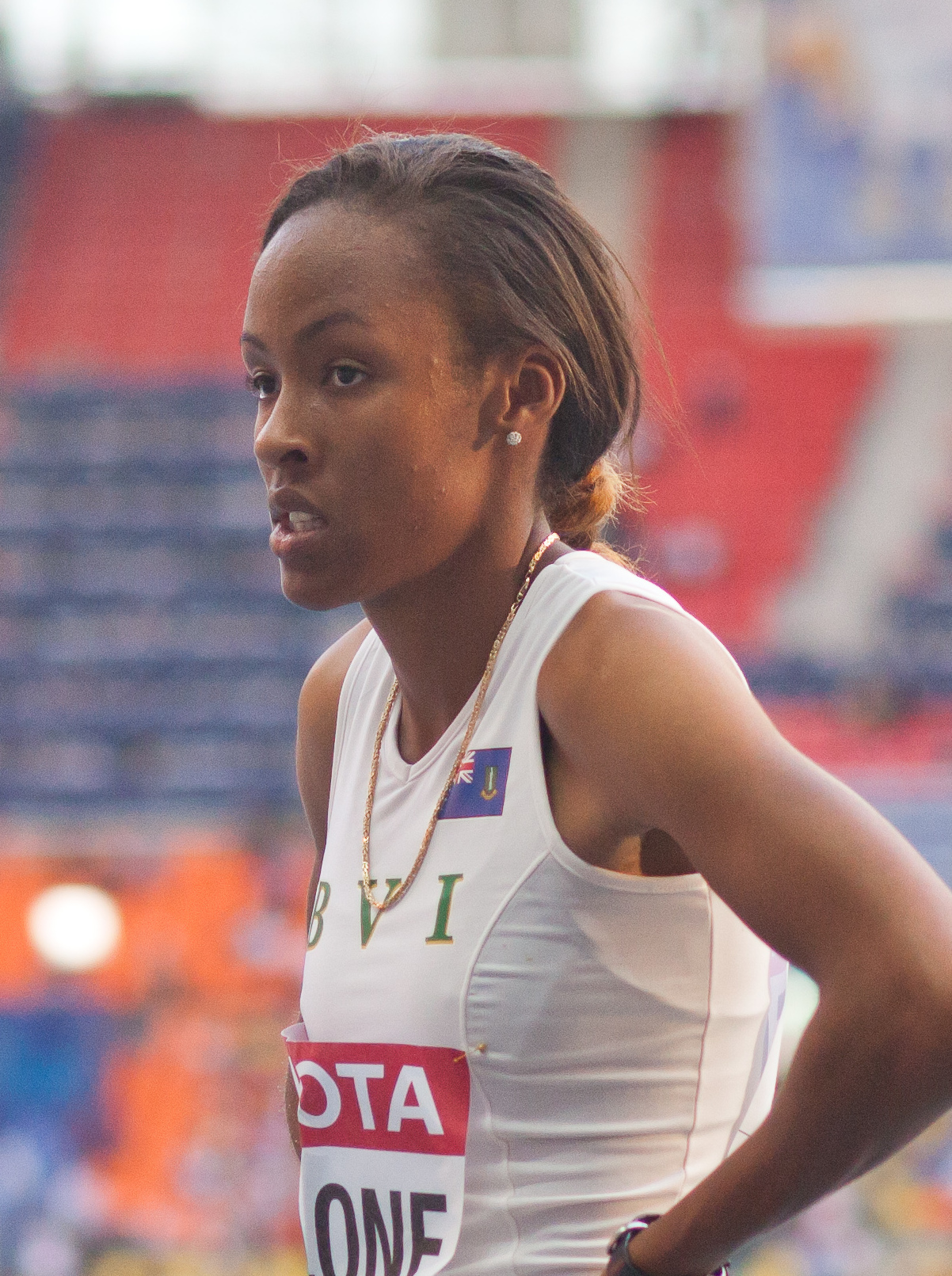
Chantel Malone Rang fünfzehn mit 6,12 m
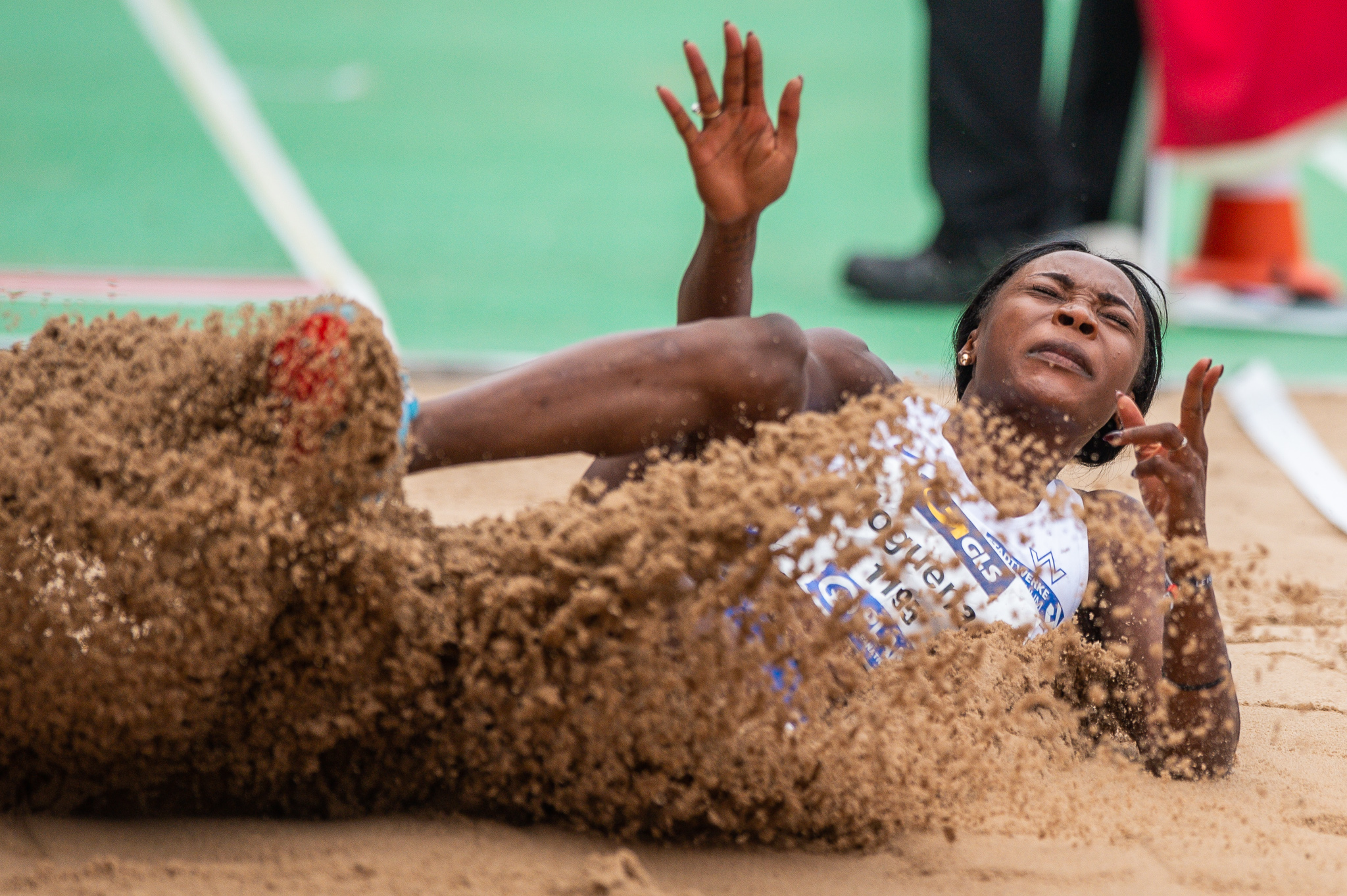
Sostene Moguenara Rang sechzehn mit 6,02 m

## Finale
28. August 2011, 18:15 Uhr
| Platz | Name                          | Nation    | Resultat (m) | 1. Versuch (m) Wind (m/s) | 2. Versuch (m) Wind (m/s) | 3. Versuch (m) Wind (m/s) | 4. Versuch (m) Wind (m/s)                       | 5. Versuch (m) Wind (m/s)                       | 6. Versuch (m) Wind (m/s)                       |
| 1     | Brittney Reese                | USA       | 6,82         | 6,82 / +0,1               | x                         | x                         | x                                               | x                                               | x                                               |
| 2     | Ineta Radēviča                | Lettland  | 6,76         | 6,61 / −0,5               | 6,63 / −0,4               | 6,66 / +0,3               | 6,61 / −0,1                                     | x                                               | 6,76 / −0,3                                     |
| 3     | Nastassja Mirontschyk-Iwanowa | Belarus   | 6,74         | x                         | 6,71 / +0,1               | 6,74 / +0,2               | x                                               | x                                               | x                                               |
| 4     | Carolina Klüft                | Schweden  | 6,56         | x                         | 6,44 / ±0,0               | 6,56 / +0,4               | x                                               | 6,37 / +0,3                                     | x                                               |
| 5     | Janay DeLoach                 | USA       | 6,56         | 6,32 / −0,2               | 6,39 / +0,2               | x                         | x                                               | 6,32 / +0,6                                     | 6,56 / +0,3                                     |
| 6     | Darja Klischina               | Russland  | 6,50         | 6,39 / −0,5               | 6,30 / +0,3               | 6,49 / +0,3               | x                                               | 6,50 / +0,1                                     | 6,33 / −0,5                                     |
| 7     | Karin Melis Mey               | Türkei    | 6,44         | x                         | 6,44 / +0,5               | x                         | x                                               | 6,44 / +0,4                                     | 6,19 / −0,4                                     |
| 8     | Mayookha Johny                | Indien    | 6,37         | 6,37 / +0,5               | 6,31 / +0,4               | 6,26 / +0,5               | eigentlich zu drei weiteren Sprüngen berechtigt | eigentlich zu drei weiteren Sprüngen berechtigt | eigentlich zu drei weiteren Sprüngen berechtigt |
| 9     | Naide Gomes                   | Portugal  | 6,26         | x                         | 6,16 / −0,1               | 6,26 / −0,2               | nicht im Finale der besten acht Springerinnen   | nicht im Finale der besten acht Springerinnen   | nicht im Finale der besten acht Springerinnen   |
| 10    | Maurren Higa Maggi            | Brasilien | 6,17         | x                         | x                         | 6,17 / +0,6               | nicht im Finale der besten acht Springerinnen   | nicht im Finale der besten acht Springerinnen   | nicht im Finale der besten acht Springerinnen   |
| NM    | Funmi Jimoh                   | USA       | ogV          | x                         | x                         | x                         | nicht im Finale der besten acht Springerinnen   | nicht im Finale der besten acht Springerinnen   | nicht im Finale der besten acht Springerinnen   |
| DOP   | Olga Kutscherenko             | Russland  | 6,77         | 6,48 / +0,2               | 6,56 / +0,1               | 6,65 / +0,5               | 6,48 / +0,2                                     | x                                               | 6,77 / −0,4                                     |

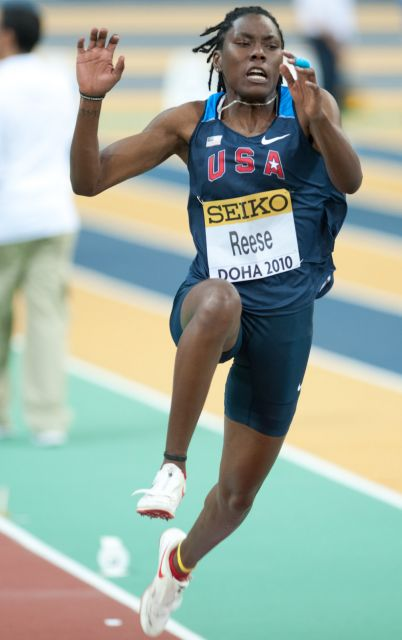
Brittney Reese – zum zweiten Mal in Folge Weltmeisterin
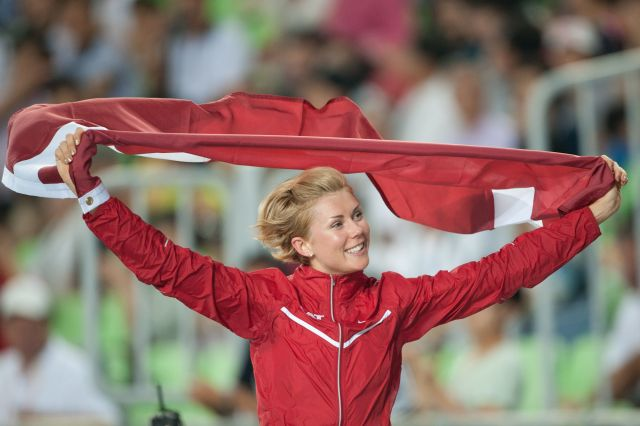
Vizeweltmeisterin wurde die amtierende Europameisterin Ineta Radēviča
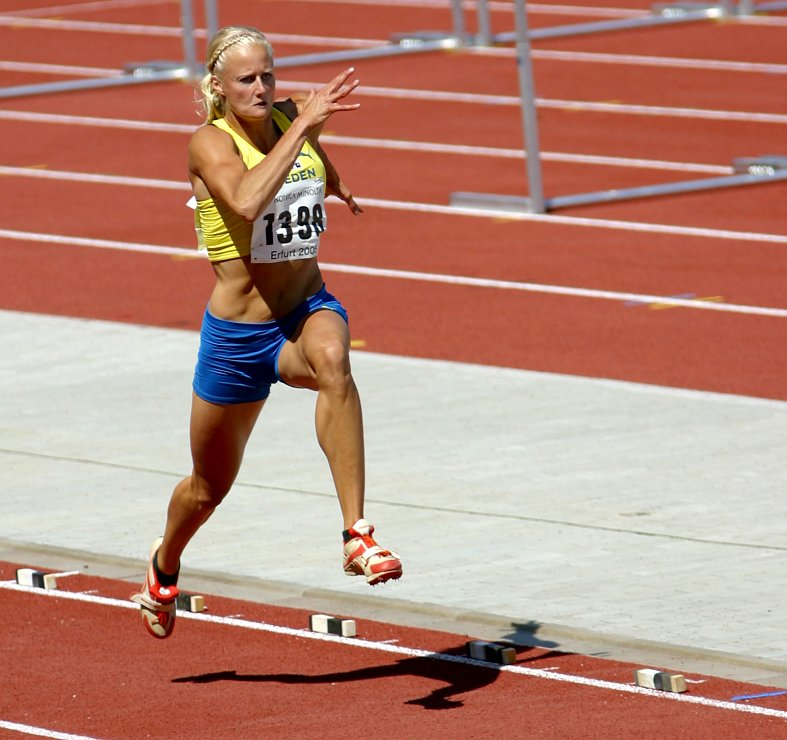
Die viertplatzierte Carolina Klüft war vor allem als Siebenkämpferin erfolgreich – unter anderem dreifache Weltmeisterin (2003/2005/2007) und 2004 Olympiasiegerin

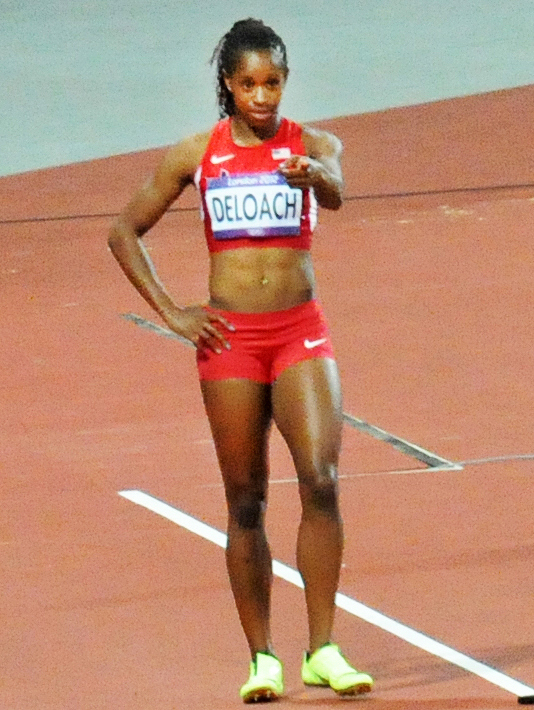
Janay DeLoach kam auf den fünften Platz
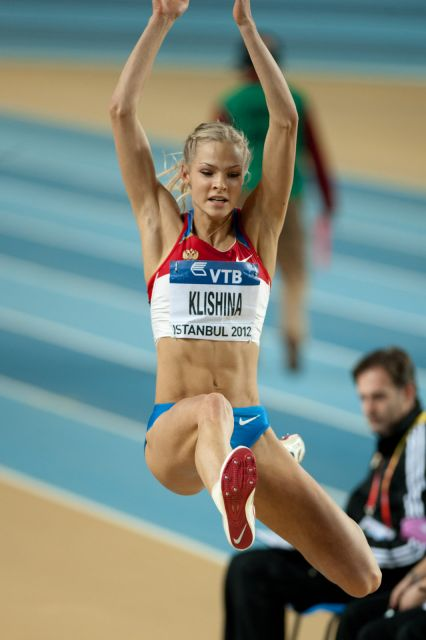
Darja Klischina belegte Rang sechs
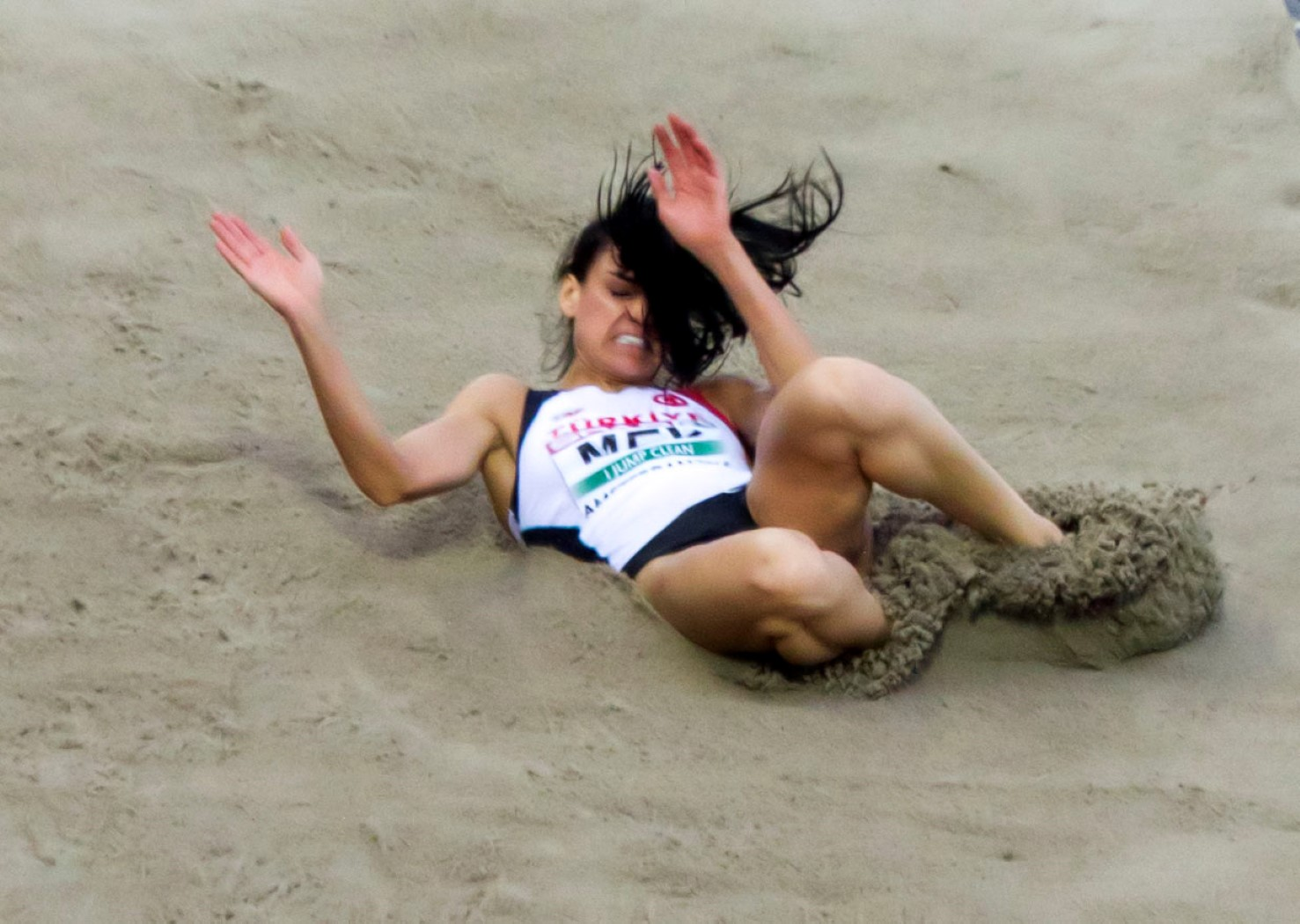
Karin Melis Mey erreichte Platz sieben
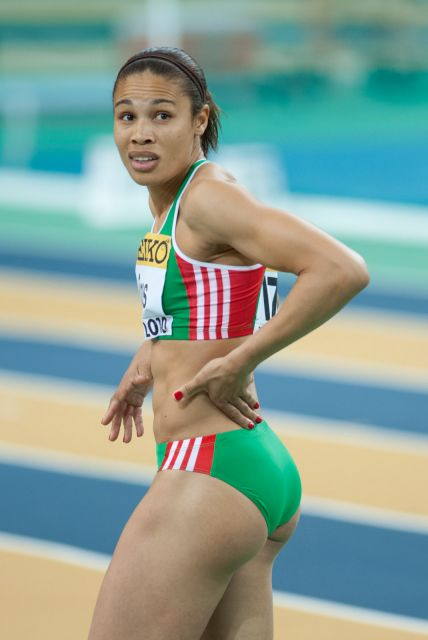
Naide Gomes, 2009 Vizeweltmeisterin und 2010 Vizeeuropameisterin, wurde Neunte
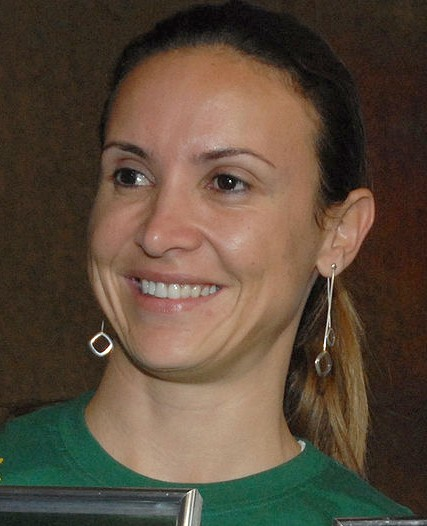
Rang zehn für Maurren Higa Maggi
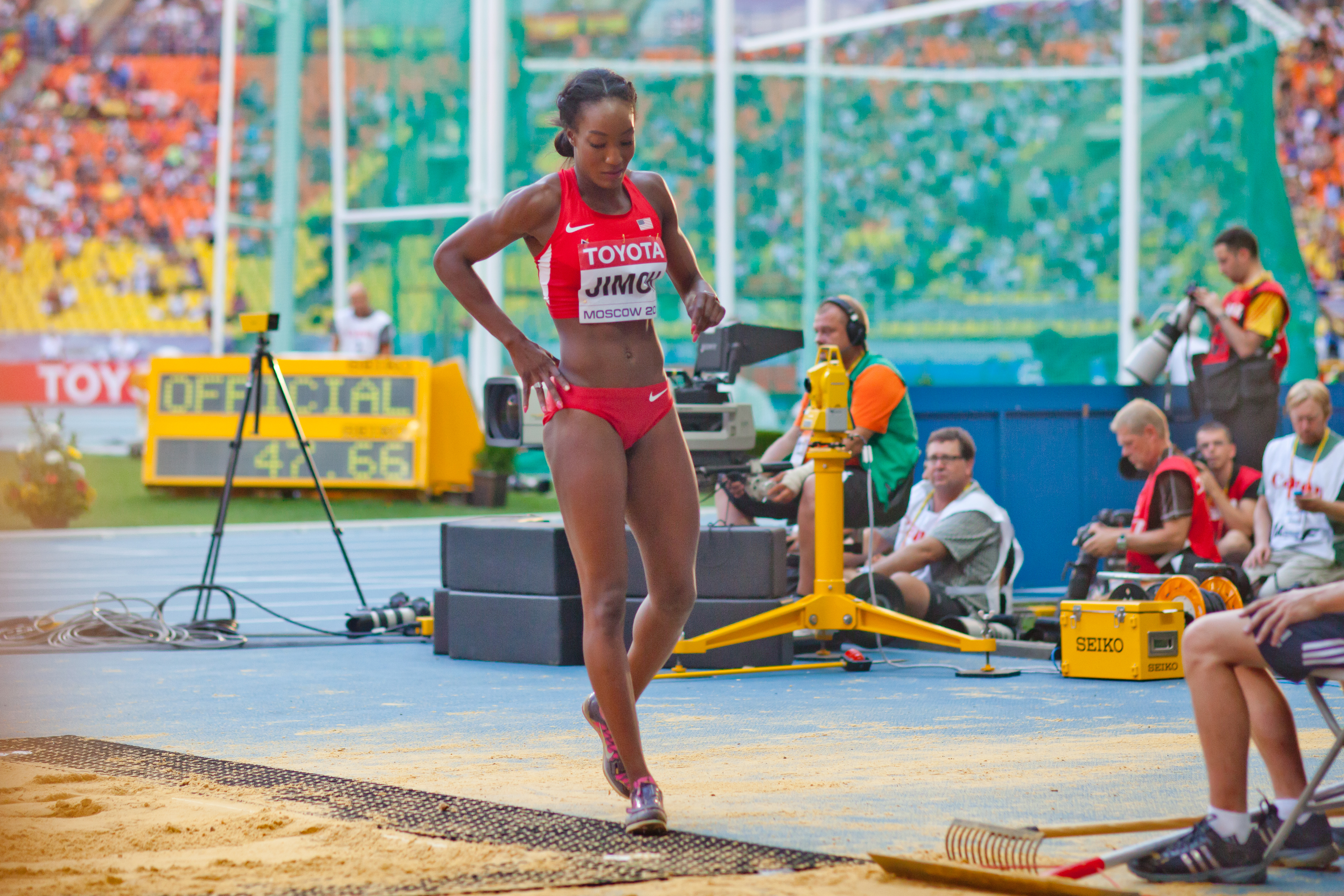
Funmi Jimoh blieb im Finale ohne gültigen Versuch
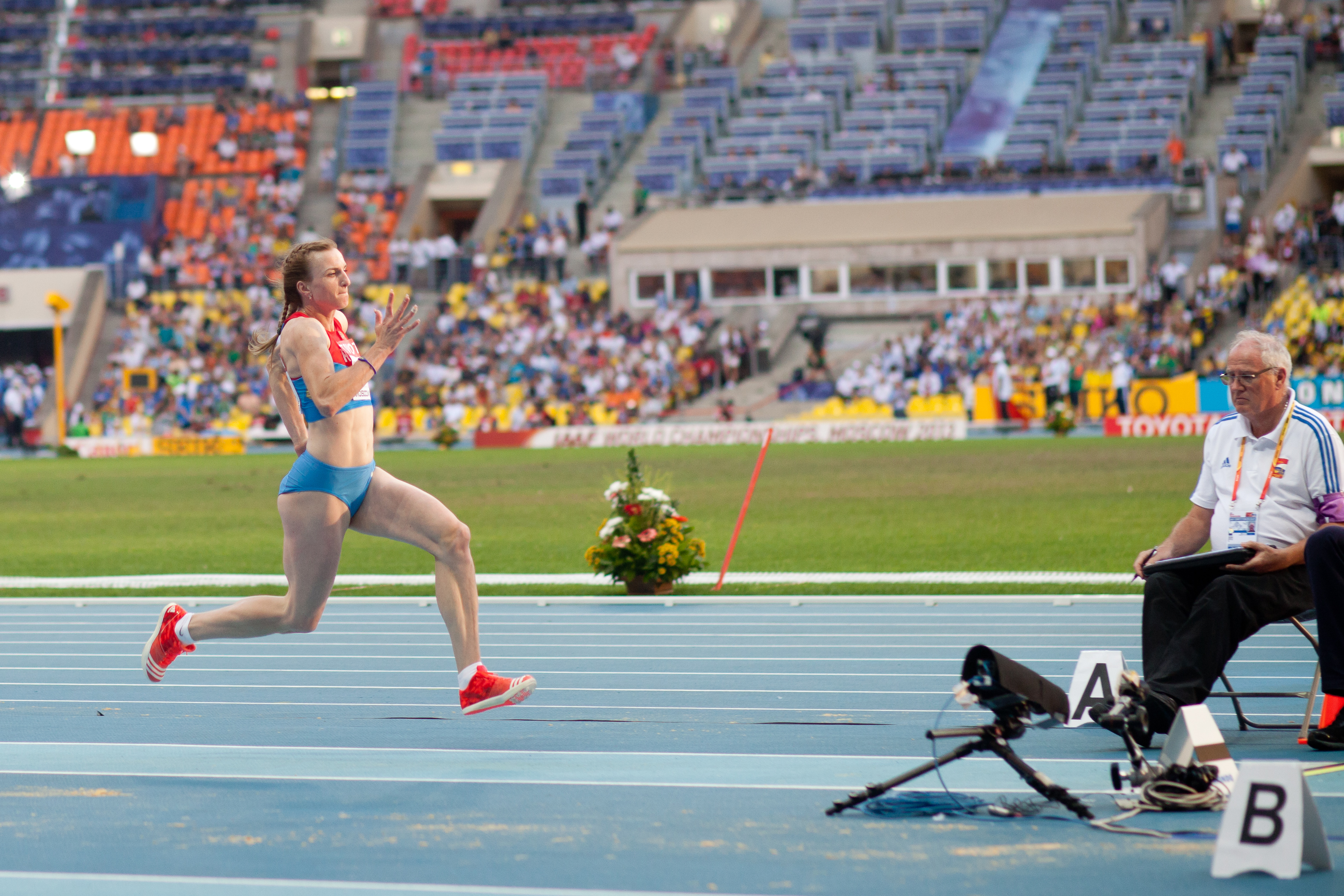
Olga Kutscherenko – wegen Verstoßes gegen die Antidopingbestimmungen disqualifiziert

## Video
- Daegu 2011 Competition: Long Jump Women Final, youtube.com, abgerufen am 10. Januar 2021